# Anuraphis katsurae
Anuraphis katsurae är en insektsart. Anuraphis katsurae ingår i släktet Anuraphis och familjen långrörsbladlöss. Inga underarter finns listade i Catalogue of Life.